# Thịnh Mậu Lâm
Thịnh Mậu Lâm (tiếng Trung giản thể: 盛茂林, bính âm Hán ngữ: Shèng Mào Lín, sinh tháng 1 năm 1960, người Hán) là chính trị gia nước Cộng hòa Nhân dân Trung Hoa. Ông hiện là Bí thư Đảng tổ, Chủ tịch Chính Hiệp Thiên Tân. Ông từng giữ chức vụ tương đương là Bộ trưởng Bộ Tổ chức của hai địa phương trong những khoảng thời gian kế tiếp là Thiên Tân và Sơn Đông; nguyên là Thường vụ Tỉnh ủy, Phó Tỉnh trưởng Hồ Nam.
Thịnh Mậu Lâm là đảng viên Đảng Cộng sản Trung Quốc, học vị Cử nhân Kinh tế, Cử nhân Pháp luật. Ông bắt đầu sự nghiệp khi 16 tuổi, có gần 40 năm công tác ở tỉnh Hồ Nam trước khi được điều chuyển tới các địa phương khác.

## Xuất thân và giáo dục
Thịnh Mậu Lâm sinh tháng 1 năm 1960 tại địa cấp thị Hoàng Thạch, tỉnh Hồ Bắc, Cộng hòa Nhân dân Trung Hoa. Ông lớn lên và tốt nghiệp cao trung ở Hoàng Cường, là trí thức được điều tham gia phong trào Vận động tiến về nông thôn vào tháng 3 năm 1975, điều tới tỉnh Hồ Nam, về huyện Sâm để lao động. Tháng 9 năm 1984, ông được cử tham gia chuyên tu cán bộ 2 năm tại Đại học Quảng bá điện thị Hồ Nam phân hiệu Sâm Châu (湖南省广播电视大学, nay là Đại học Khai phóng Hồ Nam). Từ tháng 9 năm 1994 đến tháng 6 năm 1996, ông là nghiên cứu sinh toàn thời gian chuyên ngành kinh tế học kinh doanh tại Khoa Kinh tế tài chính và thương mại tại Viện nghiên cứu sinh của Viện Khoa học xã hội Trung Quốc. Thịnh Mậu Lâm được kết nạp Đảng Cộng sản Trung Quốc vào tháng 12 năm 1981, ông tham gia nghiên cứu và học tập chính trị như khóa bồi dưỡng cán bộ trung, thanh niên 1 năm từ tháng 9 năm 1995 đến tháng 7 năm 1996; học tập giáo dục từ xa chuyên ngành pháp luật từ tháng 8 năm 2004 đến tháng 12 năm 2006; tham gia khóa tiến tu cán bộ cấp tỉnh, bộ thứ 55 giai đoạn tháng 3–4 năm 2014, đều ở Trường Đảng Trung ương Đảng Cộng sản Trung Quốc.

## Sự nghiệp

### Hồ Nam
Tháng 8 năm 1976, Thịnh Mậu Lâm được tuyển vào Bộ Công nghiệp hạt nhân làm công nhân ở Đội khoan mỏ 711 khi 16 tuổi ở Hồ Nam. Trong 10 năm 1976–86, ông lần lượt là Bí thư Tổng Chi đoàn rồi Phó Bí thư, Bí thư Chi đoàn mỏ của Đội 711. Cuối năm 1986, ông giữ đồng thời nhiều chức vụ cùng lúc là Chủ nhiệm Phòng Công tác chính trị, Chủ nhiệm Văn phòng, Bí thư Đoàn đội, Ủy viên Đảng ủy Đội 711. Hai năm sau, Bộ Hạt nhân giải thể, chuyển cơ cấu sang Tổng công ty Công nghiệp Hạt nhân Trung Quốc, ông được chuyển sang cơ quan này. Tháng 4 năm 1989, Thịnh Mậu Lâm được điều chuyển tới Đoàn Thanh niên Cộng sản Trung Quốc, về Hồ Nam làm Phó Bí thư Địa đoàn Sâm Châu và là Bí thư Địa đoàn từ tháng 6 năm 1991. Cuối năm này, ông được điều lên Tỉnh đoàn Hồ Nam làm Trưởng ban Phát triển sự nghiệp, Tổng thư ký Quỹ phát triển thanh thiếu niên Hồ Nam. Ông cũng từng kiêm nhiệm là Phó Bí thư Thị ủy của thành phố cấp huyện Tư Hưng thuộc Sâm Châu từ tháng 2 năm 1993. Tháng 1 năm 1995, ông được bổ nhiệm làm Bí thư Thị ủy Tư Hưng, đến tháng 7 năm 1998 thì được bầu vào Ban Thường vụ Thị ủy Sâm Châu, và là Phó Bí thư Thị ủy Sâm Châu từ tháng 4 năm 2000. Tháng 2 năm 2003, Thịnh Mậu Lâm được bổ nhiệm làm Bí thư Đảng tổ, Chủ nhiệm Ủy ban Kế hoạch hóa gia đình tỉnh Hồ Nam. Một năm sau, ông được điều tới địa cấp thị Thiệu Dương, nhậm chức Bí thư Thị ủy, được gần 3 năm thì trở lại, nhậm chức Phó Bộ trưởng thường vụ Bộ Tổ chức Tỉnh ủy Hồ Nam. Tháng 1 năm 2010, ông được chuyển sang Chính phủ Nhân dân tỉnh Hồ Nam làm Tổng thư ký, Bí thư Đảng tổ, Chủ nhiệm Sảnh Văn phòng của chính phủ tỉnh. Đến đầu năm 2012 thì ông được thăng chức làm Thành viên Đảng tổ, Phó Tỉnh trưởng Hồ Nam, và cũng kiêm nhiệm là Phó Bí thư thứ nhất Ủy ban Chính Pháp Tỉnh ủy Hồ Nam từ tháng 8 năm 2013.

### Địa phương khác
Tháng 8 năm 2014, sau gần 40 năm công tác ở Hồ Nam, Thịnh Mậu Lâm được điều chuyển tới tỉnh Sơn Đông, chỉ định vào Ban Thường vụ Tỉnh ủy, nhậm chức Bộ trưởng Bộ Tổ chức Tỉnh ủy Sơn Đông, rồi kiêm nhiệm làm Hiệu trưởng Trường Đảng Sơn Đông từ tháng 11 năm 2016. Tháng 3 năm 2017, ông tiếp tục được điều chuyển tới thành phố Thiên Tân, giữ chức vụ tương tự ở Sơn Đông là Bộ trưởng Bộ Tổ chức Thành ủy Thiên Tân. Tháng 1 năm 2018, ông được phân công làm Bí thư Đảng tổ Chính Hiệp thành phố, sau đó được bầu làm Chủ tịch Ủy ban Thiên Tân Hội nghị Hiệp thương Chính trị Nhân dân Trung Quốc từ ngày 27 tháng 1. Cuối năm 2022, ông là đại biểu tham gia Đại hội Đảng Cộng sản Trung Quốc lần thứ XX từ đoàn đại biểu Thiên Tân.